# 배틀 스피리츠 소년돌파 바신
《배틀 스피리츠 소년돌파 바신(バトルスピリッツ 少年突破バシン 바토루 스피리츠 쇼넨톱파 바신)》은 TV 아사히 계열에서 방영한 50부작 만화이다. 2008년 9월 7일부터 2009년 9월 6일까지 방영되었다.